# Araneus cereolus
Araneus cereolus là một loài nhện trong họ Araneidae.
Loài này thuộc chi Araneus. Araneus cereolus được Eugène Simon miêu tả năm 1886.